# Sacrificio a Moloch
Sacrificio a Moloch (titolo originale Till offer åt Molok) è un romanzo giallo della scrittrice svedese Åsa Larsson pubblicato in Svezia nel 2011. È il quinto libro della serie sull'avvocatessa Rebecka Martinsson.
Il libro ha vinto nel 2012 il Premio svedese per la letteratura gialla come miglior romanzo.
La prima edizione in italiano è stata pubblicata nell'anno 2012 da Marsilio

## Trama
Un pollice umano viene ritrovato all'interno dello stomaco di un orso a Lainio, nel nord della Svezia. Alcuni mesi dopo, viene ritrovato il corpo di Sol-Britt Uusitalo, uccisa con un forcone. Rebecka Martinsson, poco convinta che si tratti di delitto passionale, comincia ad indagare, scoprendo così che negli anni la famiglia della donna è stata colpita da una serie di lutti, tutti a seguito di strani incidenti. Il punto di partenza di tutto sembra risalire addirittura al 1914, anno in cui Kiruna si riempiva di gente grazie alle sue miniere di minerali venduti ai paesi che entravano nella Prima Guerra Mondiale. Tra gli arrivi al paese c'era anche la nonna di Sol-Britt, giovane maestra di cui si invaghisce il direttore della miniera di ferro, probabilmente l'uomo più ricco e influente di tutta la Lapponia.

## Edizioni
- Åsa Larsson, Sacrificio a Moloch, traduzione di Katia De Marco, Marsilio, 2012. ISBN 978-88-317-1301-6.
- Åsa Larsson, Sacrificio a Moloch, traduzione di Katia De Marco, Marsilio, 2013. ISBN 978-88-317-1666-6.
- Åsa Larsson, Sacrificio a Moloch, traduzione di Katia De Marco, Universale Economica Feltrinelli, 2019. ISBN 978-88-297-0119-3.